# 花生瀧
花生瀧（かおうだき）は、福岡県久留米市田主丸町益生田にある滝である。耳納スカイラインのかんかけ峠へ上る山道を少し上ったところにある。この滝・神社周辺にはお地蔵様が多く祀られている。

## 概要
周辺
この山道の麓周辺にはブドウ栽培などの農家が多い。瀧の上には花生不動尊を祀る神社がある。
滝
滝の看板は山道のカーブを曲がってすぐのところにある。“花生瀧”と白い金属板に黒の字で書いてあり、白地に錆が目立つ状態である。看板のそばの道を上がるとすぐに、左手に多数のお地蔵様が並んでおり、すぐ脇には人工的な横穴があいている。さらに上がると、滝へ下る道と神社の裏へ出る上り道とがある。滝は沢の途中にあるもので、2mほどの高さがある。滝の両岸には高い木が生えており、数本倒れている。滝の右手にはお地蔵様が複数あり、さらに不動明王像が立っている。

## 周辺で見られる主な生物

### 動物
- キュウシュウノウサギ
- サワガニ
- ヤマナメクジ
- シーボルトミミズ
- オニヤンマ

### 植物
- ギンリョウソウ